# Mesochris
Mesochris ist bei Manetho (Africanus) die griechische Namensform des vierten altägyptischen Königs (Pharao) der 3. Dynastie. Manetho führt ihn als Nachfolger von Djoserteti mit einer Regierungslänge von 17 Jahren und als Vorgänger von „Soyphis“ auf. Die Zuordnung des Namens ist in der Ägyptologie umstritten und wird daher kontrovers diskutiert.
Jürgen von Beckerath sowie Rainer Hannig setzen den griechischen Namen Mesochris mit dem Geburtsnamen des Königs Nebkare (bzw. Neferkare) gleich und sehen in ihm wie Thomas Schneider den Nachfolger von Hudjefa II. beziehungsweise Sedjes sowie Vorgänger des Huni. Thomas Schneider datiert die Regierungszeit des Mesochris auf etwa 2690 v. Chr. Nabil Swelim betrachtet die Namensform Mesochris als Thronname von Sanacht und datiert ihn zwischen den siebten und achten König der 3. Dynastie.
Zuletzt konnte Christoffer Theis zeigen, dass es sich bei Mesochris um eine weitere griechische Namensform von Mykerinos handelt, da die dritte Dynastie in der Überlieferung von Flavius Josephus mit Namen der vierten Dynastie durchmischt ist. Dementsprechend hätte in der Antike kein Herrscher namens Mesochris existiert, wie auch die ägyptischen Königslisten keine zu diesem passende Namensform überliefern.
Zeitgenössische Belege liegen für einen König namens Neferkare nicht vor. In der Königsliste von Abydos wird Neferkare als Nachfolger des Sedjes geführt. Im Königspapyrus Turin ist dagegen der Name des Nebkare nicht enthalten.